# Umbaúba
Umbaúba là một đô thị thuộc bang Sergipe, Brasil. Đô thị này có diện tích 124,11 km², dân số năm 2007 là 20536 người, mật độ 165,47 người/km².